# Protéine SMC
Une protéine SMC, ou protéine de maintenance structurelle des chromosomes (SMC signifie Structural Maintenance of Chromosomes en anglais), est une ATPase intervenant dans l'organisation et la dynamique des chromosomes au cours du cycle cellulaire,,. Il s'agit d'une grande famille de protéines ayant des fonctions physiologiques très importantes dans les cellules.

## Protéines SMC d'eucaryotes
Il existe chez les eucaryotes au moins six protéines de maintenance structurelle des chromosomes différentes formant trois hétérodimères distincts ayant chacun des fonctions spécialisées :
- une paire de SMC1 et SMC3 forme les sous-unités au cœur de complexes de cohésine qui interviennent dans la cohésion des chromatides sœurs[4],[5],[6] ;
- une paire de SMC2 et SMC4 constitue le cœur de complexes de condensines intervenant dans la condensation des chromosomes[7],[8] ;
- un dimère composé de SMC5 et de SMC6 entre dans la constitution d'un complexe intervenant dans la réparation de l'ADN[9].

Chaque complexe contient un ensemble distinct de sous-unités régulatrices non SMC. Certains organismes possèdent des variantes de protéines SMC. Ainsi, les mammifères ont une variante de la SMC1 spécifique de la méiose et appelée SMC1β. Le nématode Caenorhabditis elegans possède une variante de la SMC4 spécialisée dans la régulation de l'expression du phénotype.
| Sous-famille         | Complexe                                      | S. cerevisiae | S. pombe   | C. elegans        | D. melanogaster | Vertébrés  |
| -------------------- | --------------------------------------------- | ------------- | ---------- | ----------------- | --------------- | ---------- |
| SMC1α (en)           | Cohésine                                      | Smc1          | Psm1       | SMC-1             | DmSmc1          | SMC1α      |
| SMC2 (en)            | Condensine                                    | Smc2          | Cut14      | MIX-1             | DmSmc2          | CAP-E/SMC2 |
| SMC3 (en)            | Cohésine                                      | Smc3          | Psm3       | SMC-3             | DmSmc3          | SMC3       |
| SMC4 (en)            | Condensine                                    | Smc4          | Cut3       | SMC-4             | DmSmc4          | CAP-C/SMC4 |
| SMC5 (en)            | SMC5-SMC6                                     | Smc5          | Smc5       | C27A2.1           | CG32438         | SMC5       |
| SMC6 (en)            | SMC5-SMC6                                     | Smc6          | Smc6/Rad18 | C23H4.6, F54D5.14 | CG5524          | SMC6       |
| SMC1β (en)           | Cohésine (méiotique)                          | –             | –          | –                 | –               | SMC1β      |
| SMC4 (en) (variante) | Complexe contrôlant la compensation de dosage | –             | –          | DPY-27            | –               | –          |

## Protéines SMC de procaryotes
Les protéines SMC sont conservées depuis les bactéries jusqu'à l'homme. La plupart des bactéries ont une seule protéine SMC par espèce, qui forme un homodimère. Une sous-classe de bactéries à Gram négatif, comprenant Escherichia coli, possède une protéine, appelée MukB, apparentée aux protéines MSC et jouant un rôle équivalent.
La ségrégation chromosomique est contrôlée par une protéine Par B, une séquence Par S et un complexe SMC chez les procaryotes.  Les sites Par S se trouvent à l’origine de réplication et permettent à Par B de s’y lier spécifiquement. Par B a deux fonctions: 
1.     Il recrute le complexe SMC. Ce complexe permet de maintenir la structure du chromosome.
2.    Il éloigne les origines de réplication de la machinerie de réplication de l’ADN qui travaille au milieu de la cellule et les tirent aux pôles de la cellule.
Lorsque les origines de réplication sont éloignées du centre de la cellule, le complexe SMC peut être chargé sur l’ADN par Par B. Le complexe SMC organise l’ADN et s’assure qu’il ne s’emmêle pas.  Le complexe SMC a deux chambres : la pro-chambre et la méta-chambre. La forme ouverte du complexe permet de capturer une boucle d’ADN dans la pro-chambre.  L’hydrolyse d’une molécule d’ATP déstabilise l’anneau SMC ouvert et déclenche la fermeture de la pro-chambre, ce qui pousse l'ADN dans la méta-chambre.  Lors de l’hydrolyse de l’ATP, l’ADN nouvellement capturé est ensuite fusionné avec la boucle d’ADN précédemment chargée dans la méta-chambre pour générer une boucle d’ADN plus grande. Des cycles ouverts/fermés permettent le chargement de boucles successives d’ADN, ce qui permet donc d'organiser l'ADN.

## Structure des protéines SMC

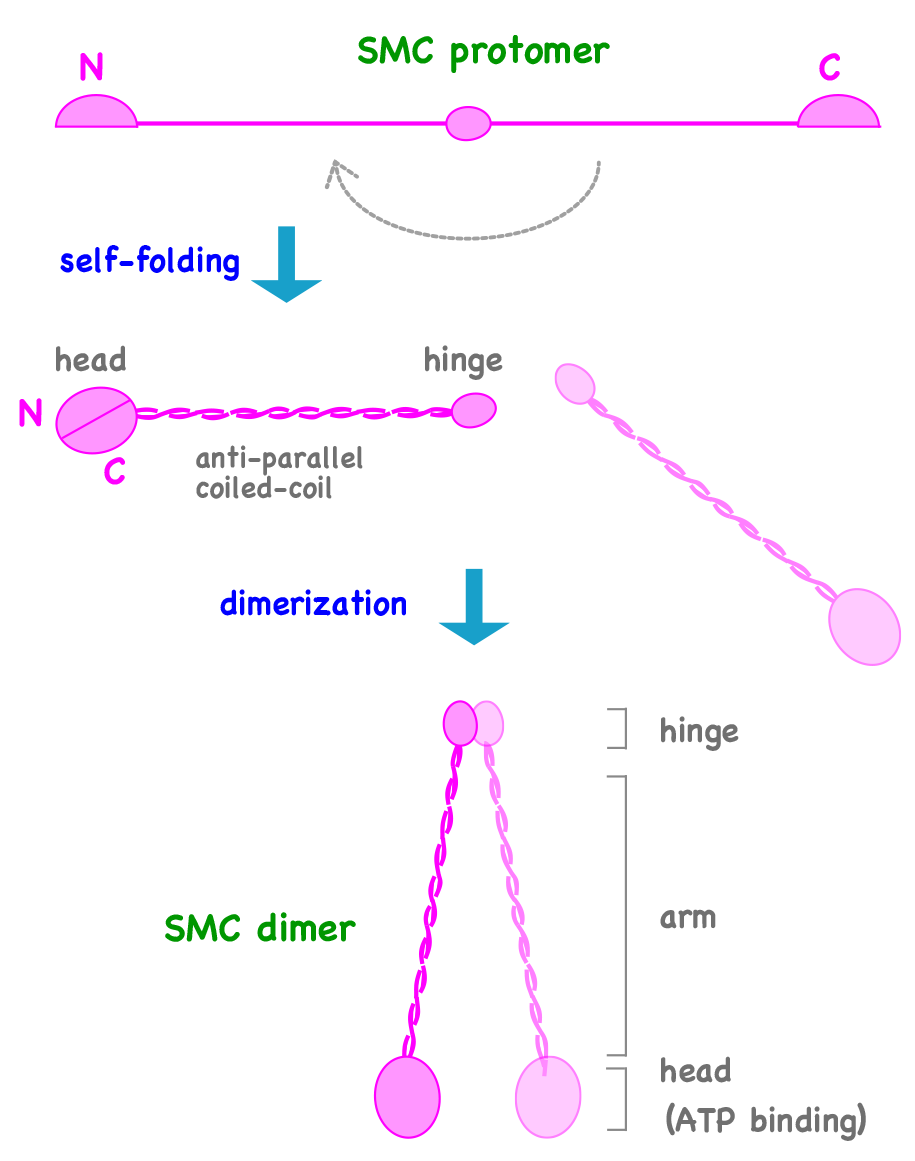
Structure schématique d'un dimère de protéines SMC.

Les protéines SMC contiennent entre 1 000 et 1 500 résidus d'acides aminés. Elles possèdent une structure modulaire constituée des domaines suivants :
- un motif de liaison à l'ATP de type Walker A ;
- une région dite coiled-coil I en superhélice ;
- une région charnière ;
- une région dite coiled-coil II ;
- un motif de liaison à l'ATP de type Walker B.

Les dimères de protéines SMC présentent une forme en V avec deux longs bras en superhélice (« coiled-coil », ou hélices surenroulées),. Afin d'aboutir à une structure particulière de ce type, un protomère SMC est replié à l'aide d'interactions coiled-coil antiparallèles en formant un bâtonnet. À une extrémité de la molécule, le domaine N-terminal et le domaine C-terminal forment ensemble le domaine de liaison à l'ATP. L'autre extrémité forme un domaine charnière. Les deux protomères dimérisent par leur domaine charnière et s'assemblent en formant un dimère en forme de V,. La longueur des bras en superhélice est d'environ 50 nm. Les structures coiled-coil « antiparallèles » de cette longueur sont très rares et se rencontrent exclusivement parmi les protéines SMC et apparentées (telles que la protéine Rad50). Le domaine de liaison à l'ATP des protéines SMC est structurellement apparenté à celui des transporteurs ABC, une grande famille de protéines transmembranaires qui transportent activement des molécules à travers les membranes cellulaires. On pense que le cycle de liaison et d'hydrolyse de l'ATP module le cycle de fermeture et d'ouverture du V de la molécule, mais le mécanisme de ce fonctionnement reste à découvrir.